# بيتر ألان هانسن
بيتر ألان هانسن (بالإنجليزية: Peter Allan Hansen)‏ هو باحث في تاريخ العصور الكلاسيكية بريطاني، ولد في 20 أبريل 1944 في كوبنهاغن في الدنمارك، وتوفي في 18 أبريل 2012.